# کنیا ساوادا
کنیا ساوادا (انگلیسی: Kenya Sawada؛  – ) بازیگر، بازیگر سینما، و فیلم‌نامه‌نویس اهل ژاپن بود.
از فیلم‌ها یا برنامه‌های تلویزیونی که وی در آن نقش داشته‌است می‌توان به مبارز خیابانی اشاره کرد.